# Hemidactylus aaronbaueri
Hemidactylus aaronbaueri es una especie de gecos de la familia Gekkonidae.

## Distribución geográfica yhábitat
Es endémica del norte de los Ghats Occidentales (India). Su rango altitudinal oscila entre 250 y 1000 m s. n. m..